# Guillermo Domenech
Guillermo José Domenech Martínez (Montevideo, 17 de septiembre de 1950) es un abogado, escribano y político uruguayo perteneciente al partido Cabildo Abierto.

## Biografía
Nació el 17 de septiembre de 1950 en el barrio Cordón de Montevideo y sus padres fueron Gervasio Domenech y Elsa Martínez, un maragato y una porteña respectivamente. Tiene una hermana. Asistió al Colegio St. Catherine's de Montevideo hasta tercer año, para luego terminar sus estudios primarios y cursar ciclo básico en el Colegio Ivy Thomas Memorial School.
Estudió derecho y escribanía en la Universidad de la República. Se desempeñó como Escribano de la Presidencia entre 1990 y 2019. También ha ejercido la docencia en Derecho tributario.
Durante la dictadura militar que sometió a los uruguayos (1973-1985), actuó como juez sumariante, en el "Derecho" dictatorial  instituido por los militares, hoy considerado inválido.
Originalmente de extracción blanca, en las elecciones de 1989 presentó una lista a la diputación por el Herrerismo en apoyo a Luis Alberto Lacalle, sin resultar electo.
En 2019 participa en la fundación del nuevo partido Cabildo Abierto, el partido militar creado por el general retirado Guido Manini Ríos, contribuyendo a su inscripción ante la Corte Electoral. En octubre de ese año acompaña al militar retirado Guido Manini Ríos en la fórmula presidencial; durante la campaña expresó duras críticas a la llamada "nueva agenda de derechos", especialmente en materias como matrimonio entre personas del mismo sexo y educación sexual.
Fue elegido al Senado para la XLIX Legislatura, asumiendo el cargo el 15 de febrero de 2020.
Es habitual que se hagan declaraciones provocativas sobre la homosexualidad.